# Hydropsyche maderensis
Hydropsyche maderensis är en nattsländeart som beskrevs av Hagen 1865. Hydropsyche maderensis ingår i släktet Hydropsyche och familjen ryssjenattsländor. Inga underarter finns listade i Catalogue of Life.